# FFC Vorderland
Actualités
Le Frauenfußballclub fairvesta Vorderland ou FFC Vorderland est un club autrichien de football féminin basé à Sulz.

## Histoire

### Les débuts
Le seul club de football uniquement féminin du land du Vorarlberg est fondé en 2012 après la séparation de la section féminine du FC Sulz. Le nouveau club qui porte le nom de la région Vorderland reste en troisième division, initialement il aurait dû débuter au plus bas de l'échelle, mais la fédération du Vorarlberg l'autorise à garder la place du FC Sulz.
Le club joue dès ses débuts aux avant-poste de la troisième division et grandit en nombre, il doit trouver des installations plus grandes et joue ses matchs depuis 2016 à Röthis. Cinq ans après sa fondation le club accède à la première division autrichienne.

### Coopération avec le SCR Altach
Avant la saison 2020-2021, le FFC Vorderland et le SCR Altach entament une coopération pour trois années. Le club abandonne les couleurs, bleu et blanc, du FFC Vorderland pour reprendre celles du SCR Altach, le noir et le blanc. Il jouera également dans le stade d'Altach, la Cashpoint-Arena et sous le nom  SPG SCR Altach/FFC Vorderland.
Suivant les règles de la fédération autrichienne, l'entente deviendra au bout des trois ans la section féminine du SCR Altach.

## Palmarès
- Finaliste de la Coupe d'Autriche féminine de football en 2023